# (269251) Kolomna
(269251) Kolomna ist ein Asteroid des mittleren Hauptgürtels, der am 26. August 2008 am Astronomischen Observatorium Andruschiwka (IAU-Code A50) in Haltschyn, Ukraine, entdeckt wurde. Sichtungen des Asteroiden hatte es vorher schon am 12. und 22. Juli 1999 unter der vorläufigen Bezeichnung 1999 ND52 an der Lincoln Laboratory Experimental Test Site (ETS) in Socorro, New Mexico im Rahmen des Projektes Lincoln Near Earth Asteroid Research (LINEAR) gegeben.
Der Asteroid gehört im weiteren Sinne zur Juno-Familie, einer Gruppe von Asteroiden, die nach (3) Juno benannt ist. Die zeitlosen (nichtoskulierenden) Bahnelemente von (269251) Kolomna sind fast identisch mit denjenigen von 50 anderen Asteroiden, von denen, wenn man alleine von der Absoluten Helligkeit ausgeht, (31220) 1998 BA26 der größte ist. Eine besonders nahe Übereinstimmung der Bahndaten von (269251) Kolomna gibt es mit dem Asteroiden (413496) 2005 QQ5.
(269251) Kolomna wurde am 25. April 2013 nach der russischen Stadt Kolomna benannt.